# Ida de Saxe-Meiningen
Ida de Saxe-Meiningen (Meiningen, 25 de junho de 1794 — Weimar, 4 de abril de 1852) foi uma princesa alemã. Era a segunda filha de Jorge I, Duque de Saxe-Meiningen e da princesa Luísa Leonor de Hohenlohe-Langenburg. A sua irmã Adelaide era esposa do rei Guilherme IV do Reino Unido e Ida tornou-se uma das madrinhas do príncipe Artur, Duque de Connaught e Strathearn.

## Biografia
Ida nasceu a 25 de Junho de 1794 em Meiningen, na região da Turíngia na Alemanha. O seu pai era Jorge I, Duque de Saxe-Meiningen e a sua mãe era a princesa Luísa Leonor, filha de Cristiano Alberto, Príncipe de Hohenlohe-Langenburg. Teve o título de princesa Ida de Saxe-Meiningen, duquesa na Saxónia, com a forma de tratamento de Sua Alteza Sereníssima, até à realização do Congresso de Viena (1814-15), quando toda a Casa de Wettin foi elevada para a forma de tratamento de Sua Alteza. Os seus irmão eram a princesa Adelaide (mais tarde casada com o rei Guilherme IV do Reino Unido) e Bernardo II, Duque de Saxe-Meiningen, com quem mantinha uma relação próxima.
A 30 de Maio de 1816, em Meiningen, Ida casou-se com o príncipe Bernardo de Saxe-Weimar-Eisenach, que prestava serviço militar como general nos Países Baixos. Nos anos que se seguiram, Ida acompanhou-o pelas várias cidades onde ele se encontrava destacado, mas, no verão, mudava-se sempre para Liebenstein e para o Palácio de Altenstein, onde também ficou quando o seu marido fez uma viagem pela América do Norte. Em 1830, Ida e os filhos estiveram presentes na coroação da sua irmã e do marido em Londres e, a partir de 1836, passou a viver permanentemente em Liebenstein. Graças ao seu espírito caritativo, Ida era muito popular entre a população.
A 22 de Junho de 1850, Ida foi escolhida para ser uma das madrinhas do príncipe Artur, duque de Connaught e Strathearn, terceiro filho da rainha Vitória e do príncipe Alberto. No entanto, como não pôde estar presente no baptizado, foi representada pela duquesa de Kent, mãe da rainha.
Ida morreu de pneumonia em Weimar, a 4 de Abril de 1852, quando tinha cinquenta-e-sete anos de idade. As suas últimas palavras foramː "Espero dormir bem esta noite". Foi enterrada no Weimarer Fürstengruft. Dois anos depois, em 1854, o seu irmão inaugurou um monumento dedicado a ela no Burg Liebenstein, que se encontra actualmente em ruínas. O monumento foi alvo de trabalhos de renovação extensos em 2004.

## Descendência
Ida teve oito filhos com o príncipe Bernardoː
1. Luísa Guilhermina de Saxe-Weimar-Eisenach (31 de março de 1817 - 11 de julho de 1832), morreu aos quinze anos de idade em Inglaterra, sem descendência.
2. Guilherme Carlos de Saxe-Weimar-Eisenach (25 de junho de 1819 - 22 de maio de 1839), morreu aos dezanove anos de idade; sem descendência.
3. Amélia Augusta de Saxe-Weimar-Eisenach (22 de maio de 1822 - 23 de junho de 1822), morreu com poucas semanas de idade.
4. Eduardo de Saxe-Weimar-Eisenach (11 de outubro de 1823 - 16 de novembro de 1902); oficial do exército britânico que se distinguiu durante a Guerra da Crimeia; casado com Lady Augusta Katherine Gordon-Lennox; sem descendência.
5. Hermano de Saxe-Weimar-Eisenach (4 de agosto de 1825 - 31 de agosto de 1901); casado com a princesa Augusta de Württemberg; com descendência.
6. Frederico Gustavo de Saxe-Weimar-Eisenach (28 de junho de 1827 - 5 de janeiro de 1892); casado com Pierina Marocchia di Marcaini; sem descendência.
7. Ana Amália de Saxe-Weimar-Eisenach (9 de setembro de 1828 - 14 de julho de 1864); sem descendência;
8. Amália de Saxe-Weimar-Eisenach (20 de maio de 1830 - 1 de maio de 1872); casada com o príncipe Henrique dos Países Baixos; sem descendência.

## Genealogia
| Ida de Saxe-Meiningen | Pai: Jorge I, Duque de Saxe-Meiningen     | Avô paterno: António Ulrico, Duque de Saxe-Meiningen             | Bisavô paterno: Bernardo I, Duque de Saxe-Meiningen     |
| Ida de Saxe-Meiningen | Pai: Jorge I, Duque de Saxe-Meiningen     | Avô paterno: António Ulrico, Duque de Saxe-Meiningen             | Bisavó paterna: Isabel Leonor de Brunswick-Wolfenbüttel |
| Ida de Saxe-Meiningen | Pai: Jorge I, Duque de Saxe-Meiningen     | Avó paterna: Carlota Amália de Hesse-Philippsthal                | Bisavô paterno: Carlos I, Conde de Hesse-Philippsthal   |
| Ida de Saxe-Meiningen | Pai: Jorge I, Duque de Saxe-Meiningen     | Avó paterna: Carlota Amália de Hesse-Philippsthal                | Bisavó paterna: Carolina Cristina de Saxe-Eisenach      |
| Ida de Saxe-Meiningen | Mãe: Luísa Leonor de Hohenlohe-Langenburg | Avô materno: Cristiano Alberto, Príncipe de Hohenlohe-Langenburg | Bisavô materno: Luís, Príncipe de Hohenlohe-Langenburg  |
| Ida de Saxe-Meiningen | Mãe: Luísa Leonor de Hohenlohe-Langenburg | Avô materno: Cristiano Alberto, Príncipe de Hohenlohe-Langenburg | Bisavó materna: Leonor de Nassau-Saarbrücken            |
| Ida de Saxe-Meiningen | Mãe: Luísa Leonor de Hohenlohe-Langenburg | Avó materna: Carolina de Stolberg-Gedern (1732–1796)             | Bisavô materno: Frederico Carlos de Stolberg-Gedern     |
| Ida de Saxe-Meiningen | Mãe: Luísa Leonor de Hohenlohe-Langenburg | Avó materna: Carolina de Stolberg-Gedern (1732–1796)             | Bisavó materna: Luísa de Nassau-Saarbrücken             |